# Mała Nieszawka
Mała Nieszawka is een plaats in het Poolse district  Toruński, woiwodschap Koejavië-Pommeren. De plaats maakt deel uit van de gemeente Wielka Nieszawka en telt 1400 inwoners.